# Юссуф, Айила
Айила Атанда Юссуф (фр. Ayila Atanda Yussuf; 4 ноября 1984, Лагос, Нигерия) — нигерийский футболист, игравший на позиции защитника. Выступал за сборную Нигерии.

## Биография
Начинал заниматься футболом в школьной команде, затем играл в команде «Флейминг». После играл в клубах «Юлиус Бергер», «Эньимба» и «Юнион Банк».

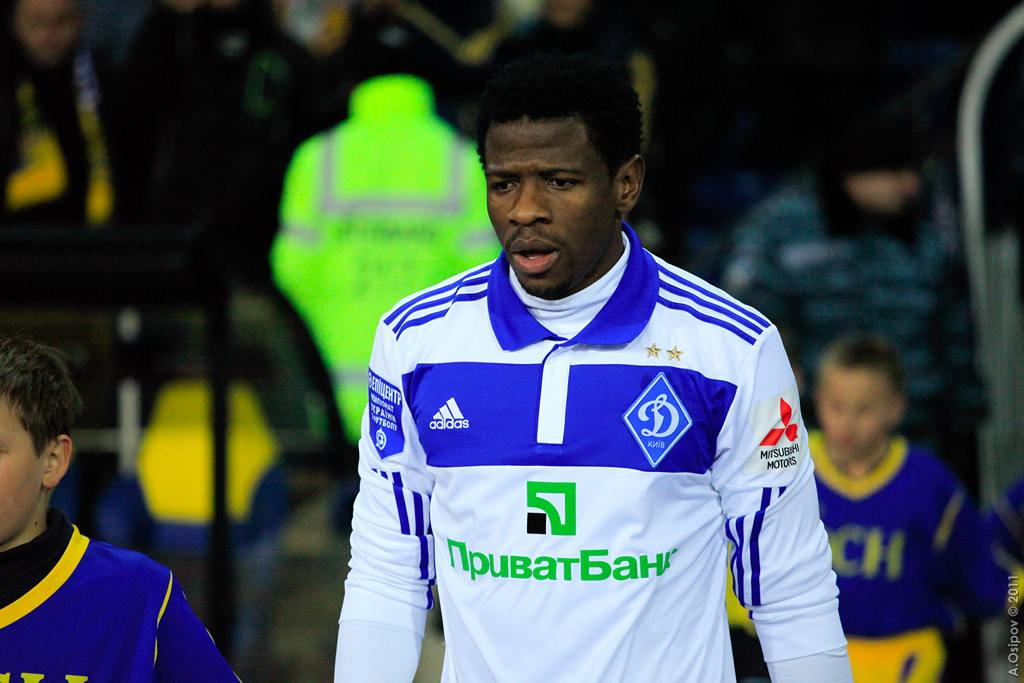
Юссуф в составе «Динамо» (Киев)

Летом 2003 года перешёл в киевское «Динамо», хотя игроком также интересовались ПСВ и «Штутгарт». В чемпионате Украины дебютировал 21 сентября 2003 года в домашнем матче против кировоградской «Звезды» (2:0), в этом матче Юссуф получил жёлтую карточку.
Во второй половине 2012 года был в дубле. В 2013 году стал играть за команду Первой лиги «Динамо-2». В январе 2013 года турецкий «Ордуспор» объявил, что взял Юссуфа в аренду на полгода.
Выступал за молодёжную сборную Нигерии до 21 года. В национальной сборной Нигерии играет с 2005 года. В составе сборной становился дважды бронзовым призёром Кубка африканских наций — в 2006 и 2010. Также выступал за сборную своей страны на ЧМ-2010.
Женат, жену зовут Айша, они воспитывают двух дочерей. У его брата Акима бизнес в Лондоне.

## Достижения
- Чемпион Украины (3): 2003/04, 2006/07, 2008/09
- Серебряный призёр чемпионата Украины (3): 2004/05, 2005/06, 2007/08
- Обладатель Кубка Украины (3): 2004/05, 2005/06, 2006/07
- Финалист Кубка Украины (1): 2007/08
- Обладатель Суперкубка Украины (1): 2006
- Бронзовый призёр Кубка африканских наций (2): 2006, 2010